# Historia Malty pod wpływem arabskim
Malta od 870 roku, po tym gdy została podbita przez berberyjską dynastię Aghlabidów z Afryki Północnej przez ponad dwa stulecia znajdowała się pod wpływami arabskimi. W latach 909–1091 Malta wchodziła w skład Kalifatu Fatymidzkiego. Była częścią Emiratu Sycylii.
Cywilizacja arabska wywarła ogromny wpływ na ukształtowanie się kultury maltańskiej (w tym na przyszłe powstanie języka maltańskiego, spokrewnionego z dialektami zachodnimi języka arabskiego). Wpływy arabskie na Malcie pozostawały wyraźne aż do XIII wieku, pomimo iż od 1091 roku losy wysp maltańskich były związane z Sycylią.

## Zdobycie Melite przez Aghlabidów w 870 roku

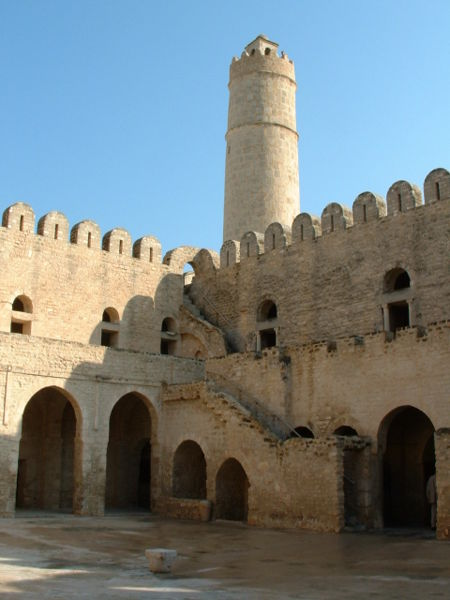
Zamek w Susie, Tunezja, do którego budowy użyto marmurów ze złupionych kościołów Melite

Zdobycie w 870 roku po kilkumiesięcznym oblężeniu bizantyńskiego miasta Melite (obecnie Mdina) przez armię Aghlabidów doprowadziło do wyjątkowej brutalności. Samo miasto zostało doszczętnie złupione, a niemalże wszyscy mieszkańcy wysp maltańskich zostali wymordowani.
Niektóre źródła podają, że w roku 870 muzułmanie już zamieszkiwali Maltę, a w tym czasie była ona oblegana przez flotę bizantyńską. Po tym, jak pomocnicza flota aghlabidzka została wysłana z Sycylii, Bizantyńczycy wycofali się bez walki. Skutkiem tego było złe potraktowanie greckiej ludności wyspy, biskup został aresztowany i uwięziony w Palermo, a kościoły na wyspie zostały zburzone.
Marmur ze zburzonego kościoła w Melite wykorzystano do budowy zamku w tunezyjskiej Susie, co potwierdza napis na budowli:

Każda cięta płyta, każda marmurowa kolumna w tej fortecy została przywieziona z kościoła Malty przez Ḥabaši ibn ‘Umarz'a, w nadziei zasłużenia na aprobatę i dobroć Allaha Wszechmocnego i Wspaniałego.

## Malta jako bezludna wyspa
Bardzo prawdopodobne jest, że Malta przez około 180 lat pozostała bezludną ruiną, sporadycznie będąc odwiedzaną jedynie przez budowniczych statków, rybaków i zbieraczy miodu.
Niektóre dowody archeologiczne sugerują, że już na początku XI wieku Medina była kwitnącą muzułmańską osadą. Niewykluczone, że w latach 1048-49 na potrzeby ochronienia założonej wcześniej osady wybudowano mury miejskie.

## Zaludnienie wyspy przez muzułmanów
Główna maltańska wyspa została zaludniona przez muzułmanów najpóźniej w roku 1048 lub 1049, którzy na ruinach Melite zbudowali osadę, zwaną Medina.
Muzułmanie wprowadzili na Malcie innowacyjne i skuteczne techniki nawadniania, takie jak koło wodne znane jako Noria lub Sienja, dzięki czemu gleba stała się bardziej żyzna. Dzięki nim na wyspach maltańskich pojawiły się słodkie wypieki i przyprawy oraz nowe uprawy, w tym cytrusy, figi, migdały oraz rozpoczęto uprawę bawełny, która przez kilka stuleci była podstawą maltańskiej gospodarki.

## Oblężęnie Mediny przez Bizantyńczyków
W latach 1053–1054 maltańska osada Medina była nieskutecznie oblegana przez Bizantyńczyków. Muzułmańscy mieszkańcy miasta i ich niewolnicy zdołali odeprzeć mocniejsze siły bizantyńskie, które z powodu ciężkich strat po swojej stronie zakończyły oblężenie.